# Changalasskij ulus
Il Changalasskij ulus (anche traslitterato come Hangalasskij ulus) è un ulus (distretto) della Repubblica Autonoma della Sacha-Jakuzia, nella Russia siberiana orientale; il capoluogo è l'insediamento di Pokrovsk.
Confina con gli ulus Megino-Kangalasskij ad est, Amginskij ed Aldanskij a sud, Olëkminskij a sudovest, Gornyj a nord; a nordest confina inoltre con il territorio urbano della città di Jakutsk.
Il territorio dell'ulus si estende nella sezione centromeridionale della Repubblica, nelle propaggini settentrionali delle alture della Lena, nella valle della Lena.
Oltre al capoluogo, un altro centro urbano rilevante è la città di Mochsogolloch.